# イノール

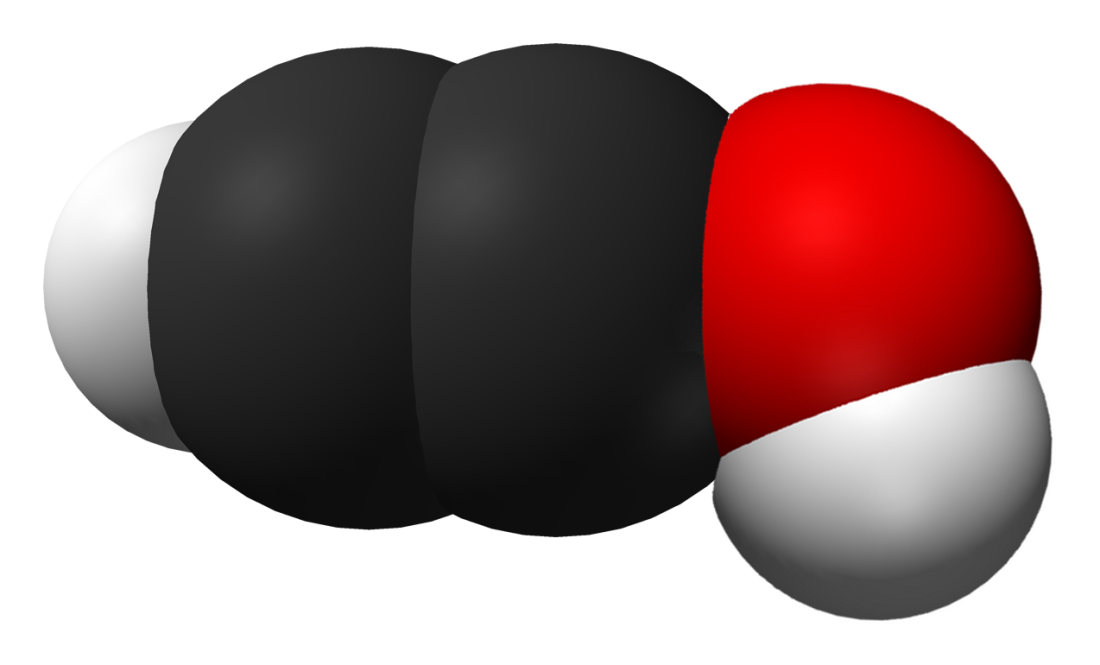
最も単純なイノールであるエチノール

イノール(Ynol)またはアルキノール(Alkynol)は、三重結合を形成する2つの炭素原子のどちらかに水酸基が結合したアルキンである。イノールが脱水素化したアニオンは、イノラートとして知られる。三重結合を形成する2つの炭素原子のどちらにも水酸基が結合したイノールは、イネジオールとして知られる。イネジオールとしては、唯一、アセチレンジオールのみが存在しうる。

## イノラート

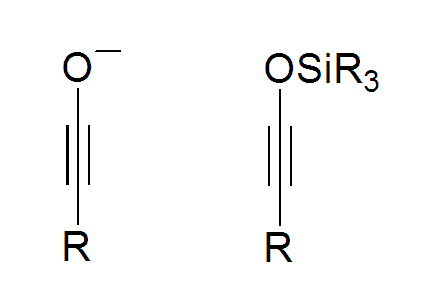
イノラートの分子構造

イノラートは、アルキン官能基に負電荷を持った酸素原子が結合した化合物である。1975年にSchollkopfとHoppeによって、3,4-ジフェニルイソオキサゾールのN-ブチルリチウム分解によって初めて合成された。
合成においては、ケテンの前駆体、シントンとして働く。

## イノール-ケテン互異変性
イノールは、ケテンと互変異性変換する。イノール形は不安定で長く存在できず、ケテンに変換する。これは、酸素原子が炭素原子よりも電気陰性度が大きく、より強い共有結合を作るためである。そのため、エチノールはすぐにエテノンに変換する。
| イノール-ケテン 互異変性 | イノール-ケテン 互異変性 |
| ------------------------ | ------------------------ |
|                          |                          |
| エチノール               | エテノン                 |